# روني رووي
روني رووي هو لاعب هوكي الجليد كندي، ولد في 30 نوفمبر 1923 في تورونتو في كندا، وتوفي في 28 يوليو 2005.

## وصلات خارجية
- روني رووي على موقع دوري الهوكي الوطني (الإنجليزية)
- روني رووي على موقع EliteProspects.com (الإنجليزية)
- روني رووي على موقع HockeyDB.com (الإنجليزية)
- روني رووي على موقع Hockey-Reference.com (الإنجليزية)